# La, Ghana

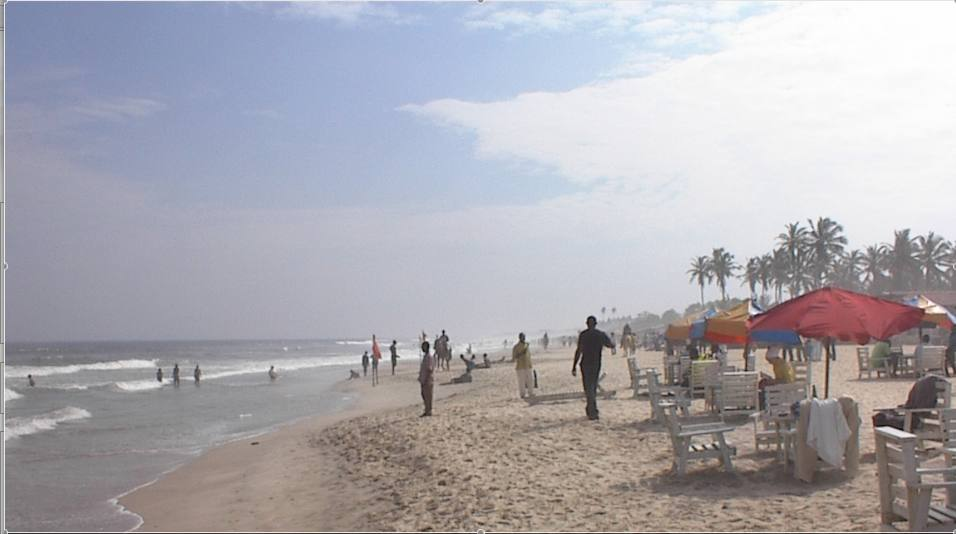
Labadi Beach.

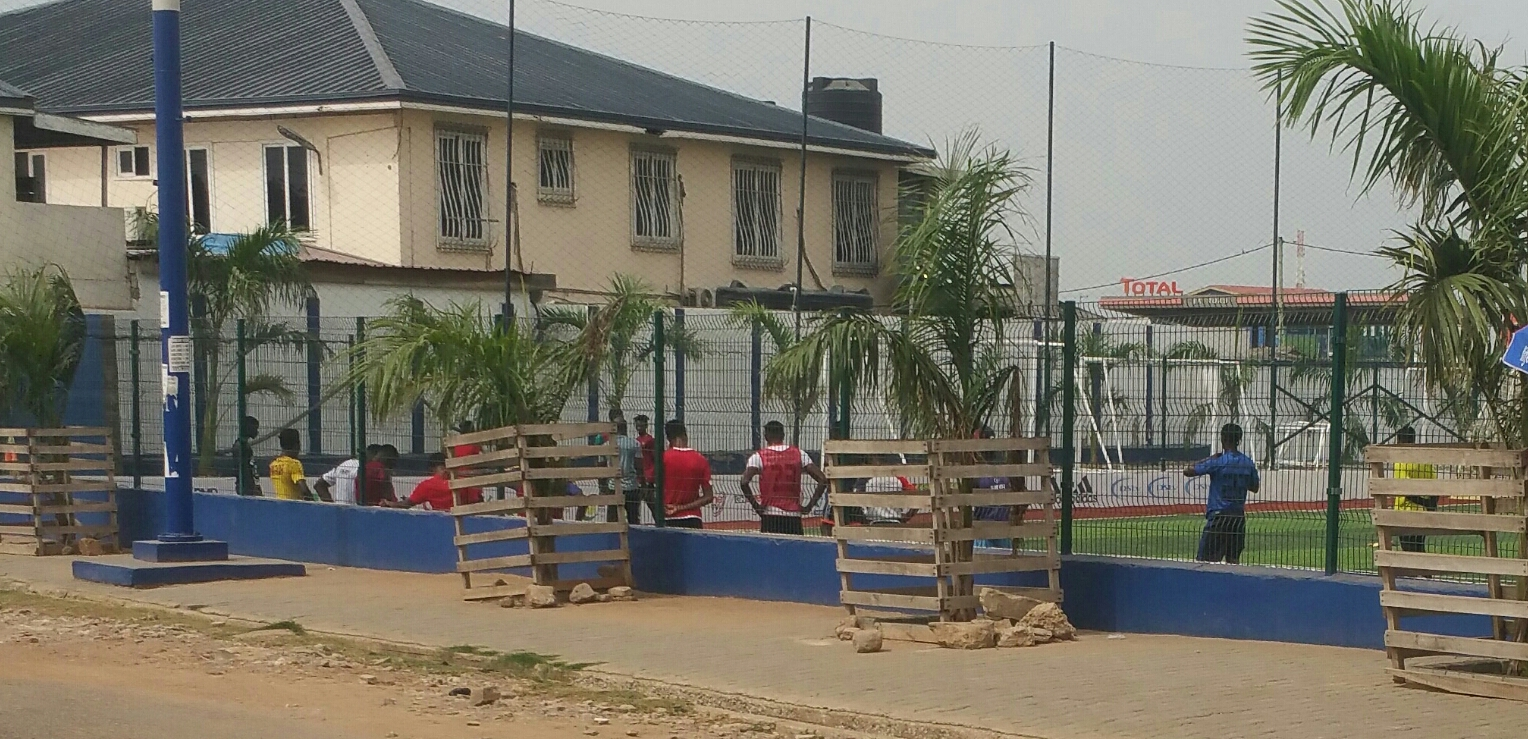
McDan La Town Park.

La (alternativt Labadi) är en ort i södra Ghana, belägen strax öster om Accra. Den är huvudort för distriktet La Dade-Kotopon, som tillhör regionen Storaccra, och folkmängden uppgick till 98 683 invånare vid folkräkningen 2010. Labadi Beach, en välbesökt strand, ligger vid La.